# 臺灣高等法院臺南分院
22°59′46″N 120°12′38″E / 22.9959851°N 120.2106759°E

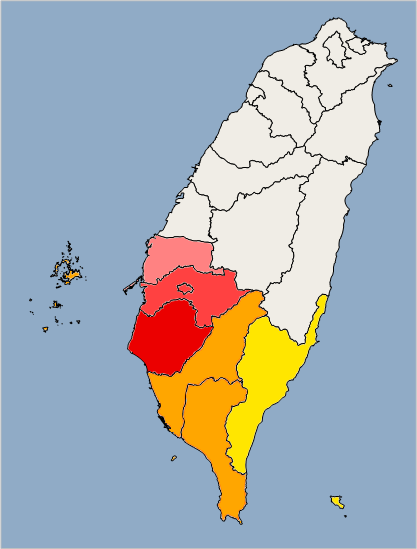
臺灣高等法院臺南分院管轄區域變動圖
■■■■　1947年　　~1950年
■■■■■1950年　　~1962年11月
■■■　　1962年11月~1965年 5月
■■　　　1965年 5月~1965年12月
■■■　　1966年 1月~1990年 1月
■■　　　1990年 2月~1990年 4月
■■■　　1990年 5月至今

臺灣高等法院臺南分院，是中華民國的二級法院之一，屬於普通法院，行政組織上係臺灣高等法院的一個分院，並受該院之監督；但二者於審級上不相隸屬，各以最高法院為上級審法院。通常被簡稱為臺南高院。
臺灣高等法院設有臺南、臺中、花蓮、高雄4所分院。因臺南高分院行政組織上是臺灣高等法院的一個分院，審級下轄之所有地方法院在行政上亦不歸臺南高分院管轄，全部隸屬於臺灣高等法院管理。

## 沿革
台灣日治時期，臺灣高等法院之前身臺灣總督府高等法院並無分院之設。二次大戰後，國民政府接收台灣，將臺灣總督府高等法院改制為臺灣高等法院時，亦復如此；然因該院位在台北市，而台灣各地方法院第一審民事、刑事上訴及抗告案件均須由該院審理，因此台灣南部訴訟當事人咸感不便，故該院奉司法行政部核准後，於1947年6月1日設立臺灣高等法院第一分院，次年（1948年）1月1日再改為今名臺灣高等法院臺南分院。
本院成立時，下級法院有嘉義地方法院（轄區為今雲林縣、嘉義縣市）、臺南地方法院（轄區為今台南市）及高雄地方法院（轄區為今高雄市、屏東縣及澎湖縣）三所。
本院於1947年建立之初，係以當時的台南儲金管理所為院舍，該管理所即為日治時期之台南州商品陳列館（見圖），位於台南市大正町，即台南市中山路本院今址所在地，原由台南市政府接管，後撥本院使用。
- 1949年12月，澎湖地方法院、屏東地方法院先後成立，本院之下級審法院增至5座，惟管轄區仍不變。
- 1950年初，原由臺灣高等法院直轄的臺東地方法院亦劃歸本院管轄，此時為本院管轄區最大時期。
- 1962年11月，臺灣高等法院臺中分院成立，嘉義地方法院（當時轄區包括雲林縣、嘉義縣市）劃歸新成立之臺中高分院管轄。
- 1964年1月18日 ，白河大地震，震央位於今台南市白河區，本院建築受地震波及，牆壁龜裂，有倒塌之虞，因此由司法行政部撥款及台灣省政府補助，自該年秋天於原址開始重建工作。
- 1965年5月，臺灣高等法院擬成立花蓮分院，分擔高等法院在原花、東之業務，故先在花蓮市設立臨時庭，因此又將臺東地方法院劃出由花蓮臨時庭管轄。
- 1965年12月16日，新院舍落成，改建為三層樓房，即今建築。
- 1966年1月1日，因嘉義縣市與本院院址之距離近於臺中高分院，故嘉義地方法院又劃歸本院，惟此時嘉義地方法院之轄區僅餘嘉義縣市。
- 1978年，本院院舍增建一層樓成為四層樓建築。
- 1990年2月1日，臺灣高等法院高雄分院成立，高雄地方法院、屏東地方法院及澎湖地方法院之轄區劃歸新成立之高雄高分院管轄。
- 1990年5月1日，雲林地區之雲林地方法院再回歸本院下級審。至此，本院轄區包括今雲林縣、嘉義縣市及臺南市迄今。

## 管轄
| 區域 | 備註 |          |
| 土地管轄 | 土地管轄 | 土地管轄 |
| --- | --- | -------- |
| 雲林縣 嘉義縣 嘉義市 臺南市 | 總面積約5,444平方公，總人口已逾328.7萬人（2022年1月）；轄區法院為臺灣雲林地方法院、臺灣嘉義地方法院及臺灣臺南地方法院三座。 |          |
| 事務管轄 | |          |
| 1. 不服地方法院第一審判決之民、刑事訴訟上訴案件。 2. 不服地方法院第一審裁定之抗告案件。 3. 內亂、外患及妨害國交之第一審案件（以本院為第一審）。 4. 其他法律規定之訴訟案件。 | |          |

## 簡介
- 本院是第一座臺灣高等法院分院，成立時轄區遼闊，最大時占台灣面積之三分之一以上，後因臺灣高等法院其餘分院次第成立，本院轄區漸縮，迄今本院已是臺灣高等法院之下管轄面積最小的分院。但轄區人口340萬仍遠多於花蓮分院轄區58萬人。
- 本院交通位置雖座落於臺南車站前，但雲嘉地區至臺南市的通車時間過長，常造成雲嘉地區的民眾舟車勞頓，引起不滿。
- 因現有基地、建築面積及法庭、辦公室、公共服務區等空間不足於應付所需，未來將遷建至安平區五期重劃區，位於安平區政園區南側[1]。2024年4月23日進行工程招標，11月決標[2]，2025年8月11日舉行動土典禮，預計2028年10月完工[3]，原址則移轉給臺灣臺南地方法院作為少年法庭使用。